# 盾叶光叶苣苔
盾叶光叶苣苔（学名：Glabrella longipes）为苦苣苔科光叶苣苔属下的一个种。該物種花期9-11月，果期12月。該物種分佈於中華人民共和國云南东南部、广西隆林海拔1000-1800米的林间石缝以及岩石上。
其种加词“Longipes”意为“长梗的”，“长柄的”。